# 堀切実
堀切 実（ほりきり みのる、1934年1月13日 - ）は、日本の国文学者。専門は日本近世文学、特に俳文学・松尾芭蕉・井原西鶴。学位は、文学博士（早稲田大学・1984年）（学位論文「蕉風俳論の研究 支考を中心に」）。早稲田大学名誉教授。

## 人物
東京都生まれ。1957年、早稲田大学第一文学部国文科卒業。東京都立高校の教員を経て、1961年、早稲田大学大学院文学研究科終了（特殊学生）。1969年、早稲田大学大学院文学研究科修士課程修了。1974年、フェリス女学院大学講師、翌年助教授。1981年、早稲田大学教育学部助教授、1983年同大学教授。1984年、「蕉風俳論の研究 支考を中心に」で、早稲田大学より文学博士の学位を取得。2003年、定年退職、名誉教授。2017年、第16回現代俳句大賞受賞。同年11月、瑞宝小綬章受章。
ゼミ出身者にマブソン青眼、高柳克弘など。

## 著書
- 『支考年譜考証』笠間書院　1969　早大俳諧研究会年報
- 『蕉風俳論の研究 支考を中心に』明治書院　1982
- 『表現としての俳諧 芭蕉・蕪村・一茶』ぺりかん社　1988　のち岩波現代文庫　2002
- 『俳道 芭蕉から芭蕉へ』富士見書房　1990
- 『俳文史研究序説』早稲田大学出版部　1990
- 『芭蕉の門人』岩波新書　1991
- 『『おくのほそ道』をよむ』岩波ブックレット クラシックスと現代　1993
- 『おくのほそ道 永遠の文学空間』日本放送出版協会・NHKライブラリー　1997
- 『芭蕉の音風景 俳諧表現史へ向けて』ぺりかん社　1998
- 『読みかえられる西鶴』ぺりかん社　2001
- 『芭蕉と俳諧史の展開』ぺりかん社　2004
- 『俳聖芭蕉と俳魔支考』角川選書　2006
- 『『おくのほそ道』時空間の夢』2008　角川叢書
- 『偽装の商法 西鶴と現代社会』2008　新典社新書
- 『最短詩型表現史の構想　発句から俳句へ』岩波書店　2013
- 『現代俳句にいきる芭蕉 虚子・波郷から兜太・重信まで』ぺりかん社, 2015

### 編著
- 『『おくのほそ道』と古典教育』編　学文社　早稲田教育叢書 1998
- 『『おくのほそ道』解釈事典 諸説一覧』編　東京堂出版　2003
- 『近世文学研究の新展開 俳諧と小説』編　ぺりかん社　2004
- 『金子みすゞ再発見 新しい詩人像を求めて』木原豊美共著.勉誠出版, 2014

### 校訂など
- 『蕉門名家句選』編注　1989　岩波文庫
- 曲亭馬琴編 藍亭青藍補『増補俳諧歳時記栞草』校注　2000　岩波文庫
- 『新編日本古典文学全集 88　俳論集』復本一郎共校注・訳　小学館　2001
- 『芭蕉俳文集』編注　2006　岩波文庫
- 井原西鶴『日本永代蔵 現代語訳付き』新版　訳注　2009　角川ソフィア文庫
- 横井也有『鶉衣』校注　2011　岩波文庫
- 『諸注評釈新芭蕉俳句大成』田中善信,佐藤勝明共編. 明治書院, 2014